# Марія Христина Брун
Марія Христина Брун (швед. Maria Christina Bruhn; 1732-1808) — шведська хімікиня, винахідниця. Перша жінка у Швеції, що отримала патент на винахід. Винайшла вогнестійкий і водонепроникний матеріал, який тривалий час використовувався шведською армією для зберігання пороху.

## Біографія
Народилася Марія Христина Брун 1732 року у Стокгольмі. Була старшою з трьох дочок друкаря Югана Бруна. У 1742 році помер батько і чоловіковою мануфактурою зайнялася його вдова Інга Катарина. Мануфактура спеціалізувалася на виробництві гобеленів і шпалер. Після смерті матері у 1751 році керівництво мануфактурою перейшло до Марії Христини.
У 1771 році король Густав III оголосив конкурс з винагородою в розмірі 6 000 мідних монет на розробку безпечного зберігання пороху у так званих кардусах. Оцінювати винаходи доручено Шведській королівській академії наук. Марія Брун запропонувала виготовляти кардуси з лакованого паперу, який використовувався для виробництва шпалер. Цей папір був водо- і вогнетривким. Свою ідею Брун подала на розгляд комісії 2 березня 1774 року. Проте її винахід затвердили до вжитку лише через 12 років, у 1786 році. А грошову винагороду Брун отримала наступного року. Її винахід довго використовувався в шведській армії.
Після конкурсу Марія продовжувала постачати оновлену версію своїх лакованих гільз власним коштом артилерійським курсантам для їхніх військових навчань, і так тривало до 1780 року. Марія була успішною, поки не почалися проблеми. Майор Пер Ґустав Ваґенфельт, який також брав участь у конкурсі, отримав королівську платню у розмірі 500 ріксдалерів за винахід лакованих патронів. Він викрав дизайн Марії і видавав його за свій. Капітан Ліндфельт визнав, що дизайн належить Марії, і подав протест до військової ради. Марія також дізналася про це і в 1783 році написала до Військового міністерства, вимагаючи повернення їй права власності на свій дизайн і призові гроші.
Винагороди вистачило, щоб Брун закрила свою фабрику шпалер і жила на дохід у приватному будинку з однією зі своїх сестер.
Марія Брун померла 21 жовтня 1808 року у віці 77 років.